# ジェイムズ・ギルフィラン (裁判官)

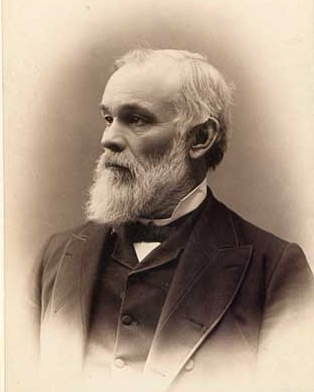
James Gilfillan, c. 1890.

ジェイムズ・ギルフィラン（James Gilfillan, 1829年 – 1894年）は、アメリカ合衆国の弁護士、裁判官。ミネソタ州出身。ミネソタ州最高裁判所長官を1869年から1870年までおよび1875年から1894年まで務めた。
| スタブアイコン | サブスタブ | この項目は、まだ閲覧者の調べものの参照としては役立たない、人物に関連した書きかけの項目です。この項目を加筆・訂正などしてくださる協力者を求めています（P:人物伝/PJ:人物伝）。 |